# Fourcigny
Fourcigny là một xã ở tỉnh Somme, vùng Hauts-de-France, Pháp.

## Địa lý
Thị trấn này tọa lạc ở góc đông nam của tỉnh, 26 dặm Anh về phía tây nam của Amiens trên đường D98, vài km tới chỗ giáp ranh với Seine-Maritime. 

## Dân số
| 1962                                                         | 1968 | 1975 | 1982 | 1990 | 1999 |
| ------------------------------------------------------------ | ---- | ---- | ---- | ---- | ---- |
| 163                                                          | 164  | 130  | 131  | 123  | 131  |
| Số liệu điều tra dân số từ năm 1962, dân số không tính trùng |      |      |      |      |      |